# Раджбарі-Садар
Раджбарі-Садар (бенг. রাজবাড়ী সদর, англ. Rajbari Sadar) — упазіла в окрузі Раджбарі регіону Дака в Бангладеш, розташована на південному розташоване на південному березі Падми. Адміністративний центр — місто Раджбарі.